# Pyramidops albimana
Pyramidops albimana is een hooiwagen uit de familie Pyramidopidae.